# Ридель, Даниил Семёнович
Даниил Семёнович Ридель (1884, Корнешты, Белецкий уезд, Бессарабская губерния — 26 октября 1933, Москва) — советский дипломат, участник Гражданской войны, разведчик.

## Биография
В 1902 году вступил в РСДРП, в 1910—1917 годах в эмиграции в Вене и Париже. С 1917 года член Исполнительного комитета Советов Румынского фронта, Черноморского флота и Одесского военного округа, с 1918 года член НКИД РСФСР. В 1919 году ответственный секретарь Отдела международной пропаганды в Одессе, народный комиссар по иностранным делам Бессарабской ССР, работал в Отделе печати Коммунистического Интернационала и в Отделе печати НКИД РСФСР.
С 1920 года в качестве эмиссара Коминтерна на разведывательной, затем дипломатической работе в Италии (под кодовым именем Amelio Ridellini), Турции, Австрии, Греции. В период пребывания в Турине публиковал статьи в коммунистическом органе «L’Ordine nuovo» (1919–1925) за
подписью «Д.Р.». В 1924—1926 годах — 1-й секретарь Полномочного представительства СССР в Италии, в 1926—1928 годах — 1-й секретарь Полномочного представительства СССР в Греции, в 1928—1930 годах — генеральный консул СССР в Генуе, затем в Дании (1930—1932). С 1932 года — ответственный секретарь Советского бюро Интернационала моряков и портовых рабочих.
С 1923 года состоял в Московском отделении Всесоюзного общества старых большевиков.